# La Motte-d'Aveillans
La Motte-d'Aveillans és un municipi francès situat al departament de la Isèra i a la regió d'Alvèrnia-Roine-Alps. L'any 2007 tenia 1.808 habitants.

## Demografia

### Població
El 2007 la població de fet de La Motte-d'Aveillans era de 1.808 persones. Hi havia 764 famílies de les quals 248 eren unipersonals (145 homes vivint sols i 103 dones vivint soles), 248 parelles sense fills, 227 parelles amb fills i 41 famílies monoparentals amb fills.
La població ha evolucionat segons el següent gràfic:
Habitants censats

### Habitatges
El 2007 hi havia 990 habitatges, 782 eren l'habitatge principal de la família, 126 eren segones residències i 82 estaven desocupats. 727 eren cases i 263 eren apartaments. Dels 782 habitatges principals, 533 estaven ocupats pels seus propietaris, 215 estaven llogats i ocupats pels llogaters i 34 estaven cedits a títol gratuït; 7 tenien una cambra, 58 en tenien dues, 150 en tenien tres, 233 en tenien quatre i 333 en tenien cinc o més. 499 habitatges disposaven pel capbaix d'una plaça de pàrquing. A 336 habitatges hi havia un automòbil i a 329 n'hi havia dos o més.

### Piràmide de població
La piràmide de població per edats i sexe el 2009 era:
| Homes | Edats   | Dones |
| ----- | ------- | ----- |
| 0     | 95 o +  | 0     |
| 4     | 90 a 94 | 8     |
| 12    | 85 a 89 | 20    |
| 8     | 80 a 84 | 20    |
| 48    | 75 a 79 | 48    |
| 52    | 70 a 74 | 40    |
| 40    | 65 a 69 | 32    |
| 40    | 60 a 64 | 60    |
| 32    | 55 a 59 | 48    |
| 68    | 50 a 54 | 40    |
| 64    | 45 a 49 | 76    |
| 68    | 40 a 44 | 40    |
| 56    | 35 a 39 | 76    |
| 36    | 30 a 34 | 56    |
| 16    | 25 a 29 | 24    |
| 28    | 20 a 24 | 12    |
| 68    | 15 a 19 | 56    |
| 68    | 10 a 14 | 68    |
| 44    | 5 a 9   | 48    |
| 16    | 0 a 4   | 40    |

## Economia
El 2007 la població en edat de treballar era de 1.108 persones, 816 eren actives i 292 eren inactives. De les 816 persones actives 741 estaven ocupades (410 homes i 331 dones) i 74 estaven aturades (34 homes i 40 dones). De les 292 persones inactives 89 estaven jubilades, 95 estaven estudiant i 108 estaven classificades com a «altres inactius».

### Ingressos
El 2009 a La Motte-d'Aveillans hi havia 761 unitats fiscals que integraven 1.817 persones, la mediana anual d'ingressos fiscals per persona era de 17.566 €.

### Activitats econòmiques
Dels 58 establiments que hi havia el 2007, 1 era d'una empresa extractiva, 1 d'una empresa alimentària, 1 d'una empresa de fabricació de material elèctric, 4 d'empreses de fabricació d'altres productes industrials, 15 d'empreses de construcció, 8 d'empreses de comerç i reparació d'automòbils, 3 d'empreses de transport, 4 d'empreses d'hostatgeria i restauració, 1 d'una empresa d'informació i comunicació, 1 d'una empresa financera, 3 d'empreses immobiliàries, 4 d'empreses de serveis, 6 d'entitats de l'administració pública i 6 d'empreses classificades com a «altres activitats de serveis».
Dels 21 establiments de servei als particulars que hi havia el 2009, 1 era una oficina de correu, 1 una oficina bancària, 2 tallers de reparació d'automòbils i de material agrícola, 1 autoescola, 4 paletes, 6 guixaires pintors, 1 fusteria, 1 lampisteria, 2 electricistes, 1 perruqueria i 1 tintoreria.
Dels 3 establiments comercials que hi havia el 2009, 1 era una botiga de menys de 120 m², 1 una fleca i 1 una llibreria.
L'any 2000 a La Motte-d'Aveillans hi havia 6 explotacions agrícoles.

## Equipaments sanitaris i escolars
El 2009 hi havia 2 centres de salut, 1 farmàcia i 1 ambulància.
El 2009 hi havia 1 escola maternal i 2 escoles elementals. La Motte-d'Aveillans disposava d'un col·legi d'educació secundària amb 191 alumnes.

## Poblacions més properes
El següent diagrama mostra les poblacions més properes.